# Dr. Dre
Андре Ромелль Янг (англ. Andre Romelle Young; нар. 18 лютого 1965, Комптон, Каліфорнія, США), відомий як Dr. Dre (укр. Доктор Дре) — американський репер і продюсер, один з найуспішніших бітмейкерів в реп-музиці. Вважається найважливішою фігурою в популяризації джі-фанку — одного із стилів реп-музики, який з'явився в середині 1980-х в Лос-Анджелесі.
Він є співзасновником компанії Beats Electronics, яку в 2014 році придбала технологічний гігант Apple Inc. за 3,4 мільярда доларів. Він також є засновником і генеральним директором лейбла Aftermath Entertainment, а перед цим співорганізатором і власником Death Row Records разом з Шугом Найтом.
Крім сольної творчості, Dr. Dre продюсував альбоми численних реперів, серед яких були Snoop Dogg, Eminem, 50 Cent, Xzibit, 2Pac, The Game і Busta Rhymes.
Дре починав музичну кар'єру як учасник гурту World Class Wreckin' Cru. Широку популярність придбав на рубежі 1980-х і 1990-х як учасник реп-групи N.W.A, що стояла біля витоків ґанґста-репу. Після розпаду N.W.A. Дре почав сольну кар'єру. 1992 року випустив свій перший альбом, що отримав назву The Chronic. Він став бестселером і приніс авторові премію Греммі за сингл «Let Me Ride». 1996 року Дре покинув Death Row Records і заснував власний лейбл Aftermath Entertainment. За другий альбом 2001, що вийшов у 1999 році, Дре отримав Греммі як «Найкращий продюсер року». за даними списку Forbes, 2015 статок оцінюється в $ 700 млн.  [Архівовано 14 липня 2015 у Wayback Machine.]. Станом на 2018 рік його статок оцінюється вже в $800 мільйонів.
Протягом 2000-х Dr. Dre займався, переважно, продюсуванням сторонніх проєктів, іноді записуючи дуети з різними виконавцями. В 2001 и 2004 роках називався журналом Rolling Stone одним з найвисокооплачуваніших представників шоу-бізнесу. Крім музичної кар'єри, Дре знявся в трьох фільмах: «Set It Off», «The Wash» і Тренувальний день.

## Молодість
Андре Роммель Янг, перша дитина Верни і Теодора Янгів, з'явився на світ 18 лютого 1965, коли його матері було лише 16 років. Після цього батьки одружилися. Своє друге ім'я — Ромеллу — Дре отримав завдяки батьку, який любив групу The Romells. У 1968 мати розлучилася з і пізніше одружилася з Кертісом Крейоном.
У 1976 році Янг почав відвідувати школу «Vanguard Junior High School», але через активність злочинних банд в околицях школи, її довелося змінити на «Roosevelt Junior High School». Мати Дре пізніше пошлюбила Воррена Гріффіна, якого зустріла на своїй новій роботі в Лонг-Біч. Згодом вона народила ще кілька дітей. Таким чином, у Дре з'явилося три зведених сестри й один зведений брат, який згодом теж став популярним репером, відомим під ім'ям Warren G.
Протягом всього 1979 року Дре навчався в Комптонській школі «Centennial High School». Незабаром через погані оцінки його перевели у «Fremont High School». Після невдалої спроби влаштуватися на роботу в авіакомпанію Андре провів решту своїх шкільних років, працюючи диск-жокеєм на вечірках. 15 грудня 1981, у 16-річного Дре і Лізи Джонсон народився син, названий Кертісом. Кертіс виховувався матір'ю, і не бачив батька протягом двадцяти років.

## Музична кар'єра

### N.W.A (1986—1991)
В 1986 Дре зустрів репера Ice Cube, з яким записав кілька пісень для Ruthless Records — реп-лейблу, що належав Eazy-E. Пізніше Dr. Dre, Ice Cube і Eazy-E об'єдналися в групу, якій дали назву «Niggaz With Attitudez» (Нігери з поняттями) або, скорочено, N.W.A.. Група працювала в новому тоді жанрі «гангстерського репу», записуючи агресивну музику, доповнену нецензурними текстами про насильство, бідність, секс, наркотики і сутички з поліцією. Їхні пісні сильно відрізнялися від творчості попередників, і NWA швидко прославилися, ставши першими справжніми зірками гангста-репу. Їх перший повноформатний альбом Straight Outta Compton, а особливо пісня «Fuck the Police», що ввійшла до альбому, став вельми популярним попри повну відсутність просування у вигляді ефірів на радіо чи телебаченні.
Згодом Ice Cube залишив N.W.A. через фінансові розбіжності, і Дре майже сам спродюсував і видав другий альбом групи — Efil4zaggin, що при прочитанні навпаки читається як «Niggaz4Life».

### «The Chronic» и Death Row Records
Після конфлікту з Eazy-E Дре залишив групу на піку її популярності і за порадою друга став співпрацювати з Шугом Найтом — відомим гангстером, бізнесменом і власником лейблу Death Row Records. У 1991 Дре випускає свій перший сингл. Це був дует із Snoop Dogg'ом, що ввійшов у саундтрек до фільму «Deep Cover». Дебютний сольний альбом Дре The Chronic вийшов на студії Death Row Records наступного року. Цим альбомом Дре дав початок новому стилю реп-музики, як з точки зору інструментальної, так і текстової складових.
Завдяки синглам «Nuthin' but a 'G' Thang», «Let Me Ride» і «Fuck Wit Dre Day», записаних дуетом зі Снупп Доггом, альбом став феноменом хіп-хопу свого часу, а новий стиль G-funk домінував в реп-музиці протягом усіх 1990-х.
Крім роботи над власними альбомом, Дре продюсує дебютний альбом Снуп Догга Doggystyle, який відразу ж потрапив на перший рядок чарту Billboard 200. У 1994 Дре також спродюсував саундтреки до фільмів «Above the Rim» та «Murder Was the Case».
В 1995, як тільки Death Row уклали контракт з Тупаком, Дре залишив лейбл, аргументуючи своє рішення тим, що Шуг Найт став корумпованим, нечесним і неконтрольованим. Після цього Дре організував свій власний лейбл Aftermath Entertainment, який став дочірньою організацією по відношенню до Interscope Records. і став продюсувати там таких виконавців, як Snoop Dogg, Eminem, 50 Cent, Xzibit, Obie Trice, D12, The Game і Busta Rhymes.

## Підприємницька діяльність

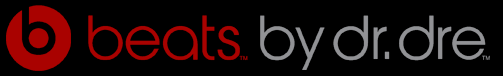
Логотип «Beats By Dr. Dre»

У 2008 році Dr. Dre спільно з головою американської групи лейблів звукозапису Interscope Geffen A&M Джиммі Йовіном заснував компанію Beats Electronics — виробника аудіо обладнання високого класу. Компанія виробляє продукцію під брендом Beats by Dr. Dre.
У 2011 році компанія запатентувала власну технологію Beats Audio, покликану покращувати якість звучання музики. В цьому ж році компанія Hewlett-Packard випустила серію персональних комп'ютерів, оснащених системами Beats Audio, а тайванський виробник електроніки HTC почав вбудовувати цю технологію у свої смартфони, деякі з яких мали у своїй комплектації навушники серії urBeats by Dr.Dre.
У 2014 році компанія Apple купила Beats Electronics за 3 млрд доларів, 1 млрд з яких дістався особисто Dr.Dre.

## Особисте життя
У 1996 році Дре одружився з Ніколь Третт, яка раніше була одружена з баскетболістом Седейлом Треаттом. У них двоє спільних дітей: син Труіс (1997 р.н.) і донька Трулі (2001 р.н.)
5 січня 2021 року Дре переніс аневризму головного мозку і його госпіталізували до відділення реанімації медичного центру Cedars-Sinai в Лос-Анджелесі. Через кілька годин після надходження в лікарню будинок Дре став мішенню для спроби пограбування. Згодом свою підтримку і молитви висловили Леброн Джеймс, Мартін Лоуренс, LL Cool J, Міссі Елліотт, Снуп Догг, Айс Кьюб, 50 Cent, Еллен Дедженерес, Сіара, її чоловік Рассел Вілсон, T.I., Квінсі Джонс та інші. У лютому його виписали і він поділився таким повідомленням у своєму Instagram: «Дякую моїй родині, друзям і шанувальникам за їх інтерес і добрі побажання. Я почуваюся чудово, і моя медична команда надає чудову допомогу. Мене випишуть з лікарні і я скоро додому. Слава всім медикам-професіоналам у Cedars. One Love!!».

## Дискографія

### Студійні альбоми
- The Chronic (1992)
- 2001 (1999)
- Compton (2015)

### Спільні альбоми
with World Class Wreckin' Cru
- World Class] (1985)
- Rapped in Romance (1986)

з N.W.A.
- N.W.A. and the Posse (1987)
- Straight Outta Compton (1988)
- 100 Miles and Runnin' (1990)
- Niggaz4Life (1991)